# Гнайзенау (броненосен крейцер, 1906)
Вижте пояснителната страница за други значения на Гнайзенау.
Гнайзенау (на немски: SMS Gneisenau) е немски броненосен крайцер от Първата световна война. Втори кораб от типа „Шарнхорст“. Кръстен е в чест на параходокорветата със същото име. Корабът е заложен в корабостроителницата AG Weser в град Бремен, спуснат е на вода през 1906 г. и е въведен в строй през март 1908 г. Въоръжението му е с главна батарея от 21 см (8,3 дюймови) оръдия, което е значително усилване на огневата мощ по сравнение с ранните германски броненосни крайцери. „Гнайзенау“ развива максимална скорост от 22,5 възела (42 км/ч).
Отначало крайцерът служи в първа разузнавателна група на германския флот, макар неговата служба там да е ограничена поради това, че към 1909 г. британците разработват линейния крайцер, с който по-слабите броненосни крайцера не могат да се борят ефективно.
За това „Гнайзенау“ е придаден на Германската източноазиатска крайцерска ескадра, където вече служи неговия систършип „Шарнхорст“. Двата крайцера образуват ядрото на ескадрата, също така в нейния състав влизат и няколко леки крайцера. В течение на последващите четири години „Гнайзенау“ патрулира германските колониални владения в Азия и в Тихия океан, посещава чуждестранни пристанища с цел демонстрация на флага, води наблюдение за събитията в Китай, в хода на Синхайската революция от 1911 г. След началото на Първата световна война, през 1914 г., източноазиатска ескадра, под командването на вицеадмирал граф Максимилиан фон Шпее, пресича Тихия океан насочвайки се към западното крайбрежие на Южна Америка, където „Шарнхорст“ и „Гнайзенау“, през септември, обстрелват Папеете (Френска Полинезия).
С пристигането си на чилийското крайбрежие Източноазиатска ескадра среща и разгромява при нос Коронел британска ескадра. В това сражение „Гнайзенау“ изважда от строя британския броненосен крайцер „Монмът“ (HMS Monmouth), който след това е потопен от немския лек крайцер „Нюрнберг“ (SMS Nürnberg). Това поражение кара британското адмиралтейство да отдели два линейни крайцера, които да проследят и унищожат ескадрата на граф фон Шпее, което и става в битката при Фолкландските острови на 8 декември 1914 г. „Гнайзенау“ е потопен, 187 души от неговия екипаж са спасени от британците.

## Конструкция
Двата крайцера от типа „Шарнхорст“ са заложени като част от програмата за военноморско строителство съгласно втория военноморски закон от 1900 г., според който трябва да се построят 14 броненосни крайцера. Корабите обладават значително повече боева мощ и по-тежка корабна броня по сравнение съв своите предшественици – крайцерите от типа „Йорк“. Благодарение на това крайцерите от типа „Шарнхорст“ могат, в случай на необходимост, да се сражават в линейния боен ред, което изискване се предписва от Генералното управление на флота.
„Гнайзенау“ има дължина от 144 м, ширина от 21,6 м и газене от 8,37 м. Водоизместимостта му съставя 11 616 метрични тона (11 433 дълги тона) при нормални условия и 12 985 тона (12 780 д. тона) при пълно натоварване. Екипажът на крайцера се състои от 38 офицера и 726 нисши чинове. Двигателната установка на кораба се състои от три машини „Компаунд“ с тройно разширение на парата, всяка задвижваща гребен винт. Парата за машините се изработва от осемнадесет водотръбни парни котела, които използват въглища като гориво. Димът от котлите излиза през четири комина, разположени на мидъла. Двигателната установка може да развива мощност от 26 хиляди к.с. (19 хил. кВт) благодарение на което корабът развива максимална скорост от 22,5 възела (42 км/ч) и далечината му на плаване съставлява 4,8 хил. морски мили (8,9 хил. км) на скорост от 14 възела (26 км/ч).
Основното въоръжение на „Гнайзенау“ съставляват осем оръдия система SK L/40 с калибър 21 см (8,1 дюйма). Четири оръдия се намират в сдвоени оръдейни кули, една в носовата и едно на кърмовата части на основната надстройка по диаметралната линия, а останалите четири в единични каземати на нивото на главната палуба, в съседство с комините. Спомагателното въоръжение се състои от шест оръдия SK L/40 с калибър 15 см (5,9 дюйма), също така разположени в отделни каземати. Защитата от торпедни катери се осигурява от батарея от осемнадесет оръдия SK L/35 с калибър 8,8 см (3,5 дюйма), също поставени в каземати. Освен артилерийско въоръжение крайцерът носи четири 450-мм подводни торпедни апарата в корпуса под водата. Един апарат е поставен на носа, два по бордовете на крайцера, а четвъртият на кърмата.
Корабът е защите от 15-сантиметров брониран пояс от круповска броня. По направление напред и назад от централната цитадела бронята изтънява от 3,5 до 6 см (от 1,4 до 2,4 дюйма), а по-тежката броня защитава машинно и котелното отделения на кораба и погребите за боеприпаси. Бордовете на оръдейните кули имат дебелина от 17 см (6,7 дюйма). Главните оръдия в каземата са защитени от 15-см броня. Спомагателната батарея на каземата е защитена от линия броня с дебелина 13 см (5,1 дюйма).

## История на службата
„Гнайзенау“ можеше и да стане главен кораб на своя тип, заповедта за неговото строителство е издадена на 8 юни 1904 г., корабът е заложен на 28 декември от AG Weser в Бремен под номер 144. Обаче продължителната стачка на работниците отлага неговото строителство и затова първи на вода е спуснат „Шарнхост“, който и става, в крайна сметка, главен кораб на проекта. На церемонията по спуска на вода, на 14 юли 1906 г., главата на генералния щаб, генерал Алфред фон Шлифен, кръщава кораба в чест на параходофрегата „Гнейзенау“, която загива на 16 декември 1900 г. в залива при бреговете на Малага, Испания. Корабът се насочва във Вилхелмсхафен за дострояване а на 6 март 1908 г. влиза в състава на флота. От 26 март до 12 юли преминава ходови изпитания след което „Гнайзенау“ се присъединява към първа разузнавателна група, разузнавателната ескадра на Хохзеефлоте (Флот на Откритото море). Първият командир на кораба става корветенкапитан (капитан 3-ти ранг) Франц фон Хипер.
В хода на службата си в първа разведгрупа „Гнайзенау“ участва в обичайните учения при мирно време във флота. Веднага след завършване на изпитанията корабът взема участие в голям поход на флота в Атлантическия океан в състава на ескадра линкори на Хохзеефлоте. Година преди това командващият Хохзеефлоте принц Хайнрих Пруски настоява за провеждането на този поход, за да се подготви флота към действия в открити води и да се прекъсне монотонната му подготовку в германски води. Флотът отплава от Кил на 17 юли, преминава през канала на кайзер Вилхелм в Северно море и след това в Атлантика. Флотът се връща в Германия на 13 август. Есенните маневри продъжават от 27 август до 12 септември, след което Хипер е заменен на поста от корветенкапитан Конрад Трумлер.
1909 година преминава по същия начин, има два атлантически похода, първият през февруари и март, вторият през юли и август. В хода на втория поход корабите посещават Испания. В края на годината „Гнайзенау“ и лекият крайцер „Хамбург“ ескортират яхтата на кайзер Вилхелм II „Хоенцолерн“ на която той посреща руския император Николай II при бреговете на Финландия. През 1908 – 1909 учебна година „Гнайзенау“ печели наградата на кайзера (Schießpreis) за добри стрелби в съревнованието между броненосните крайцери. Първата половина от 1910 г. минава за крайцера без събития, през юли участва в похода на флота към бреговете на Норвегия. На 8 септември крайцерът е придаден на Източноазиатската ескадра, а командването на кораба приема корветенкапитан Людвиг фон Узлар. Към това време в състава на британския Кралския флот започват да влизат новите линейни крайцери, които значително превъзхождат броненосните крайцери подобни на „Гнайзенау“, но германското командване решава, че корабът може да се използва за усилването на германската колониална крайцерска ескадра.

### Източноазиатска ескадра
На 10 ноември „Гнайзенау“ отплава от Вилхелмсхафен вземайки курс към германската колония Циндао в Китай. Крайцерът прави спиране при бреговете на Малага, Испания, за да почете на церемония паметта на моряците от едноименната корвета, която загива на 16 декември 1900 г. След това корабът пресича Средиземно море, Суецкия канал и Индийския океан, с престой в Коломбо, на остров Цейлон. Там, на 11 декември, крайцерът приема на борда си кронпринца Вилхелм, който провежда тур по Британска Индия и го доставя в Бомбай. След това „Гнайзенау“ среща лекия крайцер „Емден“, спира в Сингапур, Хонконг и Амое а на 4 март 1911 г. пристига в Циндао, където го посреща крайцерът „Шарнхорст“, флагман на ескадрата. На 7 април „Гнайзенау“ доставя новия германски посланик в Япония Артур, граф Рекс от Таку в Йокохама а там среща „Шарнхорст“ и командира на ескадрата контраадмирал Гюнтер фон Крозиг. Узлар и капитанът на „Шарнхорст“ посещават японския император Мейджи. След това „Гнайзенау“ извършва поход в японски и сибирски води, но в хода на Агадирската криза, грозяща да прерастне в конфликт, е изпратен обратно в Циндао.
През септември Крозиг вдига своя флаг на „Гнайзенау“, докато „Шарнхорст“ се намира в ремонт в сух док. На 10 октомври в Китай започва Синхайската революция, насочена срещу династията Цин, което предизвиква силно напрежение сред европейците намиращи се в страната, които помнят за нападенията над чужденците по време на Боксерското въстание от 1900 – 1901 г. Източноазиатската ескадра е разпределена така че да охранява германските интереси, за защита на германското консулство са изпратени допълнителни войски. Обаче няма нападения над европейците и Източноазиатската ескадра не се намесва. Към края на ноември „Шарнхорст“ се връща в строй и Крозиг се връща на него. През 1910 – 1911 учебна година „Гнайзенау“ отново печели приза на кайзера (на немски: Schießpreis) за най-добри стрелби.
През първата четвърт на 1912 г. „Гнайзенау“ се намира в сух док в Циндао за текущ ремонт. На 13 април корабите излизат за месечен поход в японски води и се връщат в Циндао на 13 май. През юни Узлар, на поста капитан, е заменен от корветенкапитан Вили Брюнингхауз. В периода 1 – 4 август „Гнейзенау“ отплава за Пусан, Корея, където сваля от плитчина парахода на компанията HAPAG „Силезия“ и го съпровожда до Нагасаки. В края на годината „Гнайзенау“ се намира в Шанхай. В началото на декември Крозиг на поста командващ ескадрата заменя контраадмирал граф Максимилиан фон Шпее. „Шарнхорст“ и „Гнайзенау“ под ръководството на новия командващ предприемат поход по югозападната част Тихия океан, спирайки в Амое, Сингапур и в Батавия. Походът продължава до началото на 1913 г., двата крайцера се връщат в Циндао на 2 март 1913 г. През 1912 – 1913 учебна година „Гнайзенау“ печели наградата на кайзера за най-добра стрелба.
През април 1913 г. „Шарнхорст“ и „Гнайзенау“ отиват в Япония, където Шпее и командирите на корабите виждат новия император Тайшо. След това корабите се връщат в Циндао, където остават седем седмици. В края на юни крайцерите се отправят на поход към германските колонии в централната част на Тихия океан. Намирайки се в Рабаул, Шпее получава вестта за метежа в Китай, което го приниждава да се върне в Усон към 30 юли. „Гнайзенау“ патрулира Жълто море и през октомври посещава Порт Артур. След като вълненията затихват Шпее, на 11 ноември, отново отплава за кратък поход към Япония. „Шарнхорст“ и другите кораби на ескадрата се връщат в Шанхай на 29 ноември, след което ескадрата излиза за нов към Югоизточна Азия, спирайки в Сиам, на Суматра, в Северно Борнео и в Манила.
През юни 1914 г. командването на крайцера приема корветенкапитан Юлиус Майер. Скоро след това Шпее предприема поход към Германска Нова Гвинея. „Гнайзенау“ се среща с „Шарнхорст“ в Нагасаки, Япония, където крайцерите приемат пълен запас въглища. След това те потеглят на юг и в началото на юли пристигат на атола Трук, където попълват запасите си от въглища. По пътя получават известие за убийството на ерцхерцог Франц Фердинанд, наследника на престола на Австро-Унгария. На 17 юли източноазиатската ескадра пристига в Понапе на Каролинските острови. Тук Шпее получава достъп към германската радиомрежа, откъдето разбира за обявената от Австро-Унгария война на Сърбия и мобилизацията в Русия. На 31 юли пристига вестта, че срокът на действие на германския ултиматум, който изисква демобилизация на руската армия, изтича. Шпее заповядва да се подготвят корабите за бой. На 2 август германския император Вилхелм II издава заповед за мобилизация в Германия против Франция и Русия.

### Начало на Първата световна война
Към началото на Първата световна война Източноазиатската ескадра се състои от „Шарнхорст“, „Гнайзенау“ и леките крайцери „Емден“, „Нюрнберг“ и „Лайпциг“. „Нюрнберг“ се връща от западното крайбрежие на САЩ, където, току що, е сменен от „Лайпциг“ а „Емден“ се намира в Циндао. На 6 август 1914 г. „Шарнхорст“, „Гнайзенау“, снабдителния кораб „Титания“ и японския въглевоз „Фукоку-мару“ се нахомират при остров Понапе в Микронезия. Командирът на ескадрата, граф фон Шпее, заповядва да се съберат леките крайцери, които в момента извършват поход и се намират в различни части на Тихия океан. На същия ден към ескадрата се присъединява „Нюрнберг“ и ескадрата се отправя к остров Паган (от групата на Северните Мариански острови), германско владение в централната част на Тихия океан. През нощта ескадрата отплава от Паган без японския въглевоз, тъй като немците се опасяват, че японците ще ги издадат.
На всички достъпни въглевози, съдове за снабдяване и пътнически лайнери е заповядано да плават за среща с ескадрата при остров Паган. На 12 август към ескадрата се присъединява „Емден“. След това при ескадрата на фон Шпее пристига спомагателния крайцер „Принц Айтел Фридрих“. На 13 августа капитанът на „Емден“, комодор Карл фон Мюлер, убеждава граф фон Шпее да предостави на неговия крайцер свободата да действа като рейдер. На 15 август четирите крайцера, в компанията на „Принц Айтел Фридрих“ и няколко въглевоза, потеглят от Паган към Чили. На следващото утро на път към атола Ениветок (Маршаловите острови) „Емден“ и един въглевоз напускат ескадрата. Оставащите кораби достигат атола Ениветок на 20 август.
За информиране на германското главнокомандване Шпее, на 8 септември, изпраща „Нюрнберг“ в Хонолулу, за да изпрати съобщението през неутрални страни. „Нюрнберг“ се връща с новините за превземането от Антантата на Германска Самоа на 29 август. „Шарнхорст“ и „Гнайзенау“ се насочват за Апия, за да разследват ситуацията. Шпее се надява да изненада някой британски или австралийски военен кораб, но когато германските крайцери пристигат, на 14 септември към острова, те не заварват в залива му вражески кораб. На 22 септември германската ескадра пристига в Папеете, където обстрева френската колония и потопява френската канонерска лодка „Ле Зеле“. Германските кораби попадат под обстрела на френските берегови батареи, но не получават повреди. Шпее се опасява, че заливът е миниран и не влиза в него, за вземе въглища, които французите запалват.
На 12 октомври ескадрата пристига на остров Пасха, където към нея се присъединяват леките крайцери „Дрезден“ и „Лайпциг“, които на 12 и 14 октомври съответно отплават от американски води. „Лайпциг“ води със себе си три въглевоза. Прекарвайки седмица при острова ескадрата се насочва за Чили. Вечерта на 26 октомври германската ескадра отплава от Мас а Фуера (Чили) и поема на изток, на 30 октомври пристига във Валпарайсо. На 1 ноември Шпее узнава от екипажа на „Принц Айтел Фридрих“, че малко преди това в Коронел е пристигнал британският лек крайцер „Глазгоу“. Шпее повежда ескадрата към Коронел, надявайки се да плени единичния британски кораб.

### Битка при Коронел
Британците не разполагат с достатъчно ресурси, за да противостоят на германската Източноазиатска ескадра при бреговете на Южна Америка. Контраадмирал Крадък командва ескадра от броненосните крайцери „Гуд Хоуп“ и „Монмът“, лекият крайцер „Глазгоу“ и въоръженият търговски кораб „Отранто“. Ескадрата е усилена с „Канопос“, стар броненосец от додреднаутната ера и от броненосния крайцер „Дифенс“, обаче последният пристига едва след битката при Коронел. Крадък решава да не взема със себе си „Канопос“, възможно поради неговата ниска скорост, която ще го лиши от възможността да въвлече в сражение германската ескадра.
Източноазиатската ескадра притига в Коронел по пладне на 1 ноември. Неочаквано за Шпее, освен „Глазгоу“ германските моряци виждат още и „Гуд Хоуп“, „Монмът“ и „Отранто“. „Канопос“ се намира на 560 км от британската ескадра заедно с въглевозите. В 16.17 от „Глазгоу“ виждат немските кораби. Крадък формира боен ред с крайцера „Гуд Хоуп“ начело, „Монмът“ и „Глазгоу“ отзад и „Отранто“ в тила. Шпее решава да не влиза в бой докато слънцето не залезе, след което силуетите на британските кораби ще бъдат ясно видими на фона на слънцето, а силуетите на неговите кораби ще се размиват на фона на брега зад тях. Германската ескадра се разгръща и поема курс, почти паралелен на британските кораби, бавно намалявайки дистанцията. Крадък разбира, че „Отранто“ ще е безполезен в редицата и му заповядва да се оттегли. Силното вълнение на морето затруднява стрелбата от казематните оръдия на броненосните крайцери и на двете страни.
Към 18.07 разстоянието между ескадрите намалява до 13,5 км. В 18.37 Шпее заповядва на корабите си да открият огън, разстоянието между ескадрите съставлява 10,4 км. Всеки немски кораб води огън по противостоящия му кораб в линията на британците. „Гнайзенау“ стреля по „Монмът“. „Гнайзенау“ накрива „Монмът“ с третия залп, един от снарядите разбива предната кула, покривът ѝ е отнесен и кулата е обхваната от пламъци. „Гнайзенау“ води огън с бронебойни снаряди, германските артилеристи имат множество попадения, изваждайки от строй болшинството от оръдията на „Монмът“. Към 18.50 „Монмът“, който получава тежки повреди от „Гнайзенау“, излиза от линията. „Гнайзенау“ се присъединява към „Шарнхорст“, който води огън по „Гуд Хоуп“. В това време „Гнайзенау“ е ударен от снаряд в задната кула, обаче той без да пробива бронята, се взривява отвън, пожар обхваща поставените там спасителни жилетки. Екипажът му бързо успява да го потуши.
В това време „Нюрнберг“ се приближава до „Монмът“ и започва да го обстрелва. В 19.23 оръдията на „Гуд Хоуп“ замлъкват, след два мощни взрива, а германските артилеристи прекратяват огъня. „Гуд Хоуп“ изчезва в тъмнината. Шпее заповядва на леките крайцери да преследват своите наранени опоненти и заповядва да ги довършат с торпеда. Тежките крайцери Шпее повежда на юг. В 19.20, при приближаването на германските леки крайцери, „Глазгоу“ е принуден да изостави „Монмът“. „Глазгоу“ успява да се оттегли на юг и да се срещне с броненосеца „Канопос“. Буря скрива „Монмут“ от германските кораби, но в крайна сметка той се преобръща и потъва в 20.18. Над 1600 души загиват заедно с два броненосни крайцера, в т.ч. и командирът на ескадрата контраадмирал Крадък. Германската ескадра понася незначителни щети. Британците 4 пъти уцелват „Гнайзенау“, но повредите са леки, два члена на екипажа получават леки рани. Обаче германските кораби изхабяват над 40% от своя боекомплект.

### Поход към Фолкландите
След битката при Коронел Шпее повежда ескадрата на север към Валпарайсо. Тъй като Чили съхранява неутралитет, в пристанището могат да влязат само три кораба наведнъж. Шпее заповядва на „Шарнхорст“, „Гнайзенау“ и „Нюрнберг“ да посетят пристанището, а „Дрезден“ и „Лайпциг“ да останат с въглевозите при Мас а Фуера. Докато корабите товарят въглища Шпее се съветва с германското адмиралтейство, за да определи числеността на британските сили остававащи в региона. Съгласно правилата на неутралитета германските кораби могат да остават в порта само 24 часа. На 6 ноември корабите пристигат при Мас а Фуера, където приемат допълнително въглища от пленени британски и френски въглевози. На 10 ноември „Дрезден“ и „Лайпциг“ посещават Валпарайсо. Пет дни по-късно Шпее повежда оставащата се част от ескадрата на югу в залива св. Куентин, в залива Пеняс. На 18 ноември „Дрезден“ и „Лайпциг“ се присъединяват към ескадрата по пътя. Три дена след това ескадрата достига залива св. Куентин. Там товарят допълнително въглища, тъй като им предстои дълъг поход около нос Хорн и е неизвестно кога ще имат нова възможност за бункеровка.
Когато вестта за разгрома на Крадък достига Лондон, командването на Кралския флот започва да събира сили срещу Източноазиатската ескадра. Двата мощни линейни крайцера „Инвинсибъл“ (HMS Invincible) и „Инфлексибъл“ (HMS Inflexible) са отделени от състава на Гранд Флийт и са предадени под командването на вицеадмирал Довтън Стърди. На 10 ноември двата кораба отплават от Девънпорт. На пътя към Фолкландите към тях се присъединяват броненосните крайцери „Карнарвон“ (HMS Carnarvon), „Кент“ (HMS Kent) и „Корнуол“ (HMS Cornwall), леките крайцери „Бристъл“ (HMS Bristol), „Глазгоу“ и „Отранто“. На 7 декември ескадрата от осем вимпела достига Фолкландите и незабавно започва да товари въглища.
На 26 ноември ескадрата на Шпее достига залива св. Куентин и на 2 декември заобикаля нос Хорн. По пътя те пленяват канадския барк „Друмуир“ с товар от 2,5 хил. тона кардифски въглища с добро качество. „Лайпциг“ взема барка на буксир. На следващия ден корабите спират при островите Пиктон, където моряците претоварват въглищата от „Друмуир“ на въглевозите на ескадрата. Сутринта на 6 декември Шпее провежда на борда на „Шарнхорст“ съвещание сред командирите на корабите за последващите им действия. Немците получават многобройни частични и противоречиви съобщения за британски подкрепления в региона. Шпее и още два капитана се изказват за нападение над Фолкландите, а трината други капитани, включая Маеркер, считат, че е нужно да заобиколят островите и да нападнат британските кораби при бреговете на Аржентина. Мнението на Шпее натежава, и в 12:00 ескадрата се насочва към Фолкландите.

### Битка при Фолкландските острови
За нападението са избрани „Гнайзенау“ и „Нюрнберг“, на следващото утро те се приближават към Фолклендските острови с намерението да унищожат радиостанцията. Наблюдателите на борда на „Гнайзенау“ забелязват дима в Порт Стенли, но немците предполагат, че британците горят своите въглищни складове, за да не ги получат германците. Когато те се приближават към залива около тях започват да падат снаряди с калибър 30,5 см (12 дюйма) от броненосеца „Канопос“, който преди това е изхвърлен на брега, за да се използва като брегова батарея. Наблюдателите от германските кораби забелязват триногите мачти на линейните крайцери, макар отначало да решават, че те принадлежат на линейния крайцер „Австралия“ (HMAS Australia). Шпее получава съобщение за това, че са забелязани няколко вражески кораба, което заедно със стрелбата на „Канопос“ го кара да отмени атаката. В 10.45 германските кораби се престрояват и поемат на югоизток със скорост 22 възела (41 км/ч). Шпее построява ескадрата в следния ред: „Гнайзенау“ и „Нюрнберг“ отпред, „Шарнхорст“ в центъра, а „Дрезден“ и „Лайпциг“ отзад. Британските линейни крайцери незабавно вдигат пара и излизат от залива, започвайки преследването на Източноазиатската ескадра.
Шпее разбира, че неговите броненосни крайцери няма да избягат на по-бързоходните британски линейни крайцери и заповядва на трите леки крайцера да си пробиват път, а със своите тежки крайцери взема друг курс. Стърди изпраща своите леки крайцери да преследват германските леки крайцери. „Инвинсибъл“ открива огън по „Шарнхорст“, а „Инфлексибъл“ по „Гнайзенау“, Шпее, на свой ред, дава заповед на „Шарнхорст“ да стреля в отговор по „Инвинсибъл“, а на „Гнайзенау“ – съответно по „Инфлексибъл“. Шпее заема подветрената позиция, вятърът носи дима от комините на неговите крайцери настрани, което облегчава задачата на германските комендори. Стърди е принуден да заеме наветрената позиция, което съответно влошава видимостта за неговите комендори. Комендорите на „Гнайзенау“ бързо успяват два пъти да поразят своя опонент. В отговор Стърди заповядва завой на два румба северно, което увеличава дистанцията между противниците. Тази мярка изважда британските кораби отвъд пределите на досегаемост на германските оръдия, а в същото време германските кораби остават в пределите на досегаемост на британските оръдия. Двете страни временно спират огъня. В хода на началната фаза на биткйата „Гнайзенау“ получава две попадения, първият снаряд удря кърмовия комин, няколко човека са ранени и убити от осколките на снаряда. Вторият снаряд поврежда няколко корабни катера, осколките пробиват стените на няколко каюти при мидъла, а също така попадат в един от оръдейите погреби за 8,8 см оръдия, който немците наводняват, за да избегнат пожар.
Шпее в отговор на маневрата на Стърди бързо обръща на юг, което значително увеличава разстоянието между ескадрите, и увеличава вероятност, че германските кораби ще успеят да избягат под покрова на тъмнината. Стърди в отговор също обръща на юг и увеличава скоростта. Преимуществото по скорост на британците и ясното време скоро разсейват надеждите на немците да се скрият. Въпреки това, маневрата на Стърди позволява на Шпее да завие на на север, благодарение на което „Шарнхорст“ и „Гнайзенау“ се сближават с противника достатъчно, че да успеят да пуснат в ход своята спомагателна артилерия, огънят на която се оказва толкова ефективен, че това принуждава британците отново да сменят курса. След възобновяването на боя британския огън става по-точен, а тъй като британците стрелят при много големи дистанции, снарядите започват да падат навесно, попадайки и пробивайки тънката палубна броня, а не по-дебелия пояс. На този етап „Гнайзенау“ получава няколко попадения, в т.ч. и подводни попадения, започва наводняването на котелни отделения № 1 и№ 3.
След това Стърди обръща наляво, опитвайки се да заеме подветренна позиция, но Шпее, на свой ред, прави поворот, за да остане на по-удобната за него подветренна позиция, обаче тази маневра нарушава бойния ред и сега вече „Гнайзенау“ влиза в бой с „Инвинсибъл“. По време на разворота „Гнайзенау“ временно се скрива зад кълбата дим, и британските кораби съсредоточават обстрела си върху „Шарнхорст“, който по времето на тази част от боя получава сериозни повреди. Шпее и Меркер си разменят сигнали, за да определят състоянито на всеки кораб. Шпее завършва предаването с твърдението, че Меркер е бил прав, когато възразява против нападението над Фолкландите. В 15.30 „Гнайзенау“ получава попадение в десния борд, снарядът прониква в машинното отделение по десния борд и вади от строя двигателната установка, оставявайки на крайцера едва два действащи винта. В 15.45 в „Гнайзенау“ е ударен от друг снаряд, който разбива предния комин на крайцера, в 16.00 котелно отделение № 4 излиза от строя.
В 16.00 Шпее заповядва на „Гнайзенау“ да се опита да избяга, а сам сменя курса и се опитва да изстреля торпеда по преследвачите си. Обаче поради повредите в двигателната установка и котелните скоростта на „Гнайзенау“ пада до 16 възела (30 км/ч) и крайцерът продължава да се сражава. „Гнайзенау“ не успява да избегне британския огън и по това време получава попадание в мостика. В 16.15 е уцелен от още два снаряда, един пробива кораба проходно и не детонира, а другият попада в лазарета, погубвайки болшинството от ранените, намиращи се там. В 16.17 „Шарнхорст“ ляга на левия си борд и потъва, а британските кораби съсредоточава огъня по „Гнайзенау“ без да се опитват да спасят екипажа на „Шарнхорст“. По това време в боя влиза „Карнарвон“. Но когато дистанцията е съкратена до 8,5 км уцелелите германски оръдия започват плътен обстрел, което принуждава британците отново да обърнат, така че да увеличат дистанцията до 13,5 км.
В хода на финалната фаза от сражението моряците на „Гнайзенау“ изчерпват боеприпасите си, и преминават на стрелба с инертни учебни снаряди, един от тях попада в „Инвинсибъл“. В 17.15 в „Гнайзенау“ е ударен от още три снаряда, два от тях попадат в подводната част на десния борд, а един в каземата на десния борд. Двете попадения предизвикват силен теч, но третото не нанася сериозен ущърб, оръдейният разчет там вече е убит от предходните попадения и казематът е обхванат от огън. „Гнайзенау“ получава още няколко снаряда и към 17.30 корабът е превърнат в горяща развалина, той е силно накренен по десния борд, от него излиза дим. В 17:35 Меркер заповядва на екипажа да постави взривните заряди и да се събере на палубата, тъй като корабът вече не може да продължава боя. Независимо от заповедта на Меркер, предната кула изстрелва своя последен снаряд, което принуждава „Инфлексибъл“ да стреля в отговор, британският снаряд попада в предния превързочен пункт, погубвайки множество ранени. В 17.42 сработват потопяващите заряди, а командата на предния торпеден апарат изстрелва торпедо, за да отвори торпедната тръба и да ускори наводняването.
Корабът бавно се преобръща и потъва, но 270 моряка от 300 успяват да се спасят. Много от тях умират бързо след потапянето в студената вода, с температура от 4°C. Всичко в боя загиват 598 души от екипажа на „Гнайзенау“, лодките, спуснати от „Инвинсибъл“ и „Инфлексибъл“ качват 187 души, най-старши по звание сред оцелелите се оказва корветенкапитан Ханс Похамер. Крайцерите „Лайпциг“ и „Нюрнберг“ също загиват. Само крайцерът „Дрезден“ успява да избяга, но в крайна сметка британците разбират, че той се крие при островите Хуан Фернандес и го унищожават в последващ бой. В резултат на пълното унищожаване на германската ескадра загиват 2200 германски моряка, включая адмирал граф фон Шпее и двата му сина.

## Коментари
1. ↑  Акронимът „SMS“ – е от на немски: Seiner Majestat Schiff – Кораб на Негово Величество.
2. ↑  В официалната немска класификация от онова време няма понятието броненосен крайцер, а той е класифициран като „голям крайцер“ (на немски: Großer Kreuzer).
3. ↑  В Кайзерлихмарине "SK" (Schnelladekanone) означава оръдие с бързо презареждане а L/40 е дължината на оръдие от 40 калибъра на снаряда.
4. ↑  Т.е. да се премахнат всичките второстепенни предмети: парадната форма, гоблените, мебелите и други лесновъзпламеняващи се предмети.
5. ↑  Япония, по това време, спазва неутралитет, но се намира в съюз с Британия и скоро влиза във войната против Германия.